# كولين موني
كولين موني (بالإنجليزية: Collin Mooney)‏ هو لاعب كرة قدم أمريكية أمريكي، ولد في 3 أبريل 1986 في هيوستن في الولايات المتحدة.

## وصلات خارجية
- كولين موني على موقع مرجع كرة القدم المحترفة.كوم (الإنجليزية)